# Bahnhof Shin-Koyasu
Der Bahnhof Shin-Koyasu (jap. 新子安駅, Shin-Koyasu-eki) ist ein Bahnhof auf der japanischen Insel Honshū. Er wird von der Bahngesellschaft JR East betrieben und befindet sich auf dem Gebiet der Stadt Yokohama in der Präfektur Kanagawa, genauer im Bezirk Kanagawa-ku.

## Verbindungen
Shin-Koyasu ist ein Durchgangsbahnhof an der Tōkaidō-Hauptlinie von Tokio in Richtung Osaka, einer der wichtigsten Bahnstrecken des Landes. Parallel zu dieser verläufen die Keihin-Tōhoku-Linie, die Yokosuka-Linie und die Shōnan-Shinjuku-Linie. Alle werden durch die Bahngesellschaft JR East betrieben, doch in Shin-Koyasu halten ausschließlich Nahverkehrszüge der Keihin-Tōhoku-Linie. Diese verbinden Ōmiya mit Tokio und Yokohama sowie daran anschließend auf der Negishi-Linie mit Ōfuna. Tagsüber fahren sie alle fünf Minuten, während der Hauptverkehrszeit alle zwei bis drei Minuten, spätabends alle sechs Minuten. Somit werden jede Stunde zwischen 10 und 24 Züge angeboten.
In der Nähe des Bahnhofs gibt es drei Bushaltestellen. Diese werden von insgesamt vier Linien des Verkehrsamtes der Stadt Yokohama bedient. Etwa fünfzig Meter entfernt in östlicher Richtung, auf der anderen Seite des Vorplatzes, steht der Bahnhof Keikyū Shinkoyasu an der Keikyū-Hauptlinie.

## Anlage
Der Bahnhof steht an der Grenze der Stadtteile Shin-Koyasu (im Norden) und Koyasudōri (im Süden), die beide zum Bezirk Kanagawa-ku der Stadt Yokohama gehören. Die in einem Industrie- und Gewerbegebiet befindliche Anlage ist von Osten nach Westen ausgerichtet und beidseits von Gleisanlagen umgeben. Sie besitzt zwei Gleise, die beide dem Personenverkehr auf der Keihin-Tōhoku-Linie dienen und an einem vollständig überdachten Mittelbahnsteig liegen. Die übrigen hier verlaufenden Linien besitzen keine Bahnsteige, weshalb ihre Züge hier nicht halten können. Der Zugang erfolgt über eine Fußgängerbrücke am östlichen Ende des Bahnsteigs, das kleine unbesetzte Empfangsgebäude steht an der Südostseite.
Im Fiskaljahr 2019 nutzten durchschnittlich 96.314 Fahrgäste täglich den Bahnhof, was dem zweitniedrigsten Wert an der Keihin-Tōhoku-Linie entspricht.

## Bilder

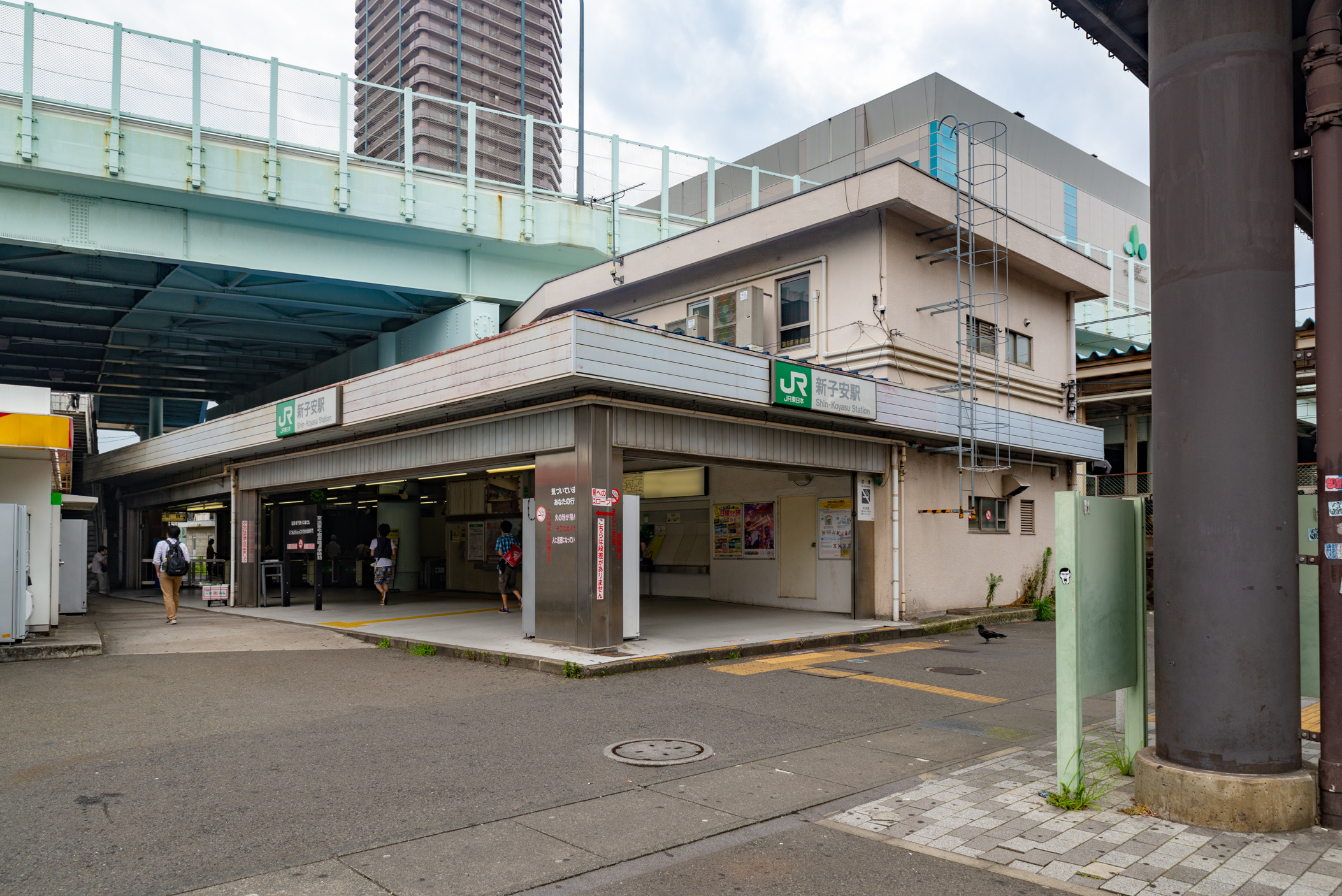
Eingangsbereich
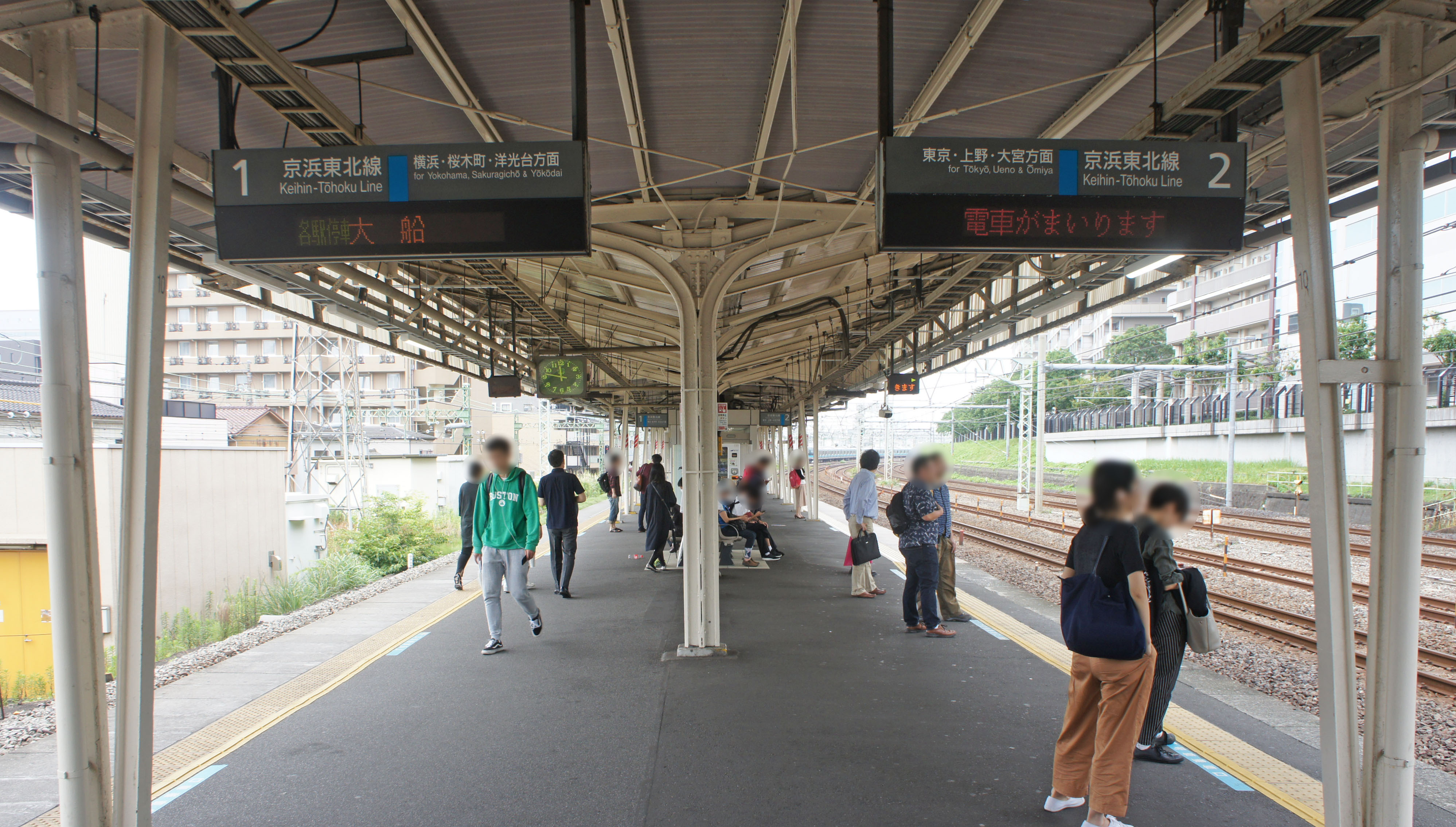
Bahnsteig
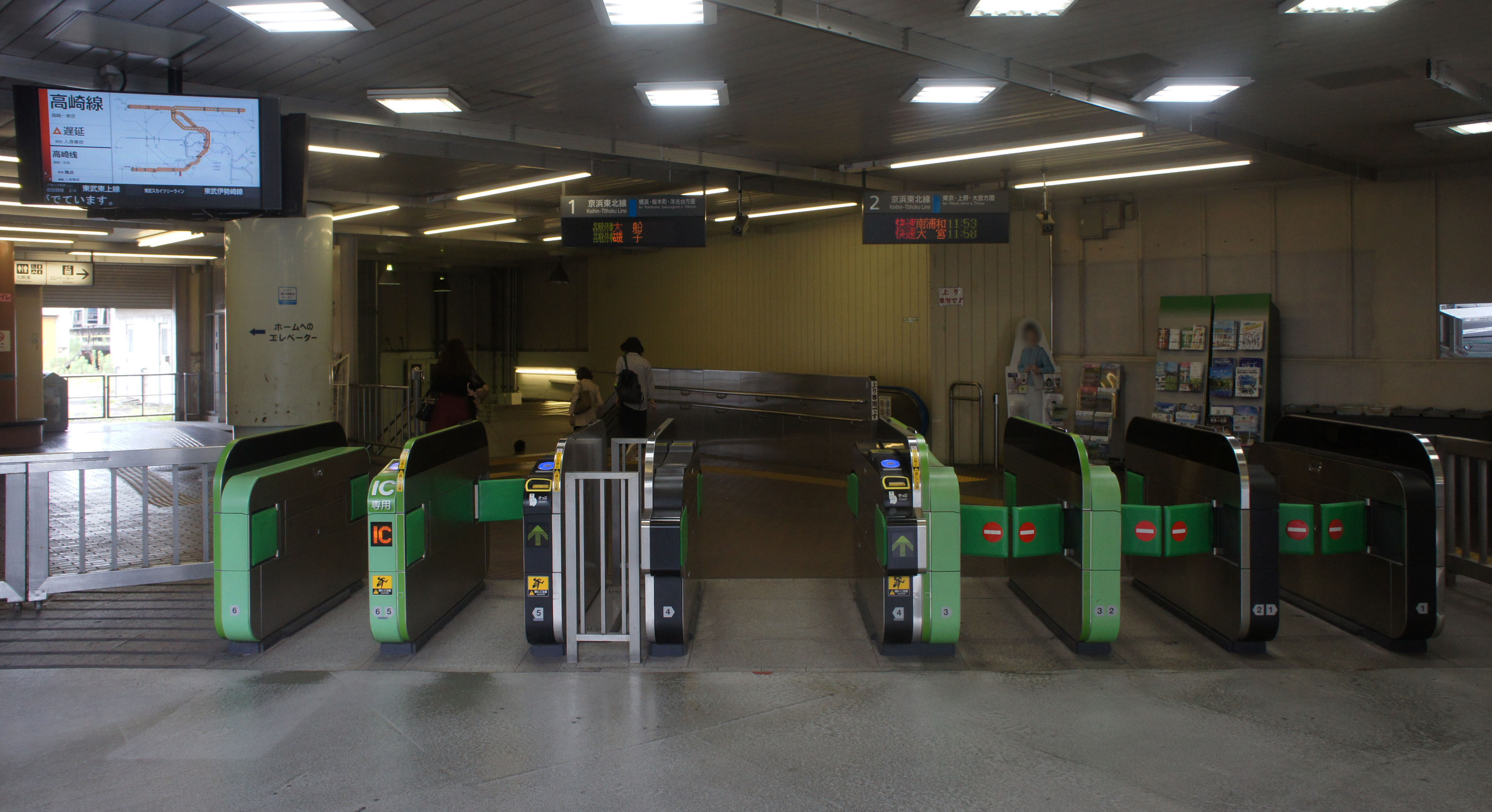
Bahnsteigsperren

## Gleise
| 1 | ▉ Keihin-Tōhoku-Linie | Yokohama • Ōfuna                            |
| 2 | ▉ Keihin-Tōhoku-Linie | Kawasaki • Shinagawa • Tokio • Ueno • Ōmiya |

## Linien
| Verlauf der Keihin-Tōhoku-Linie / Negishi-Linie |
| --- |
| Ōmiya • Saitama-Shintoshin • Yono • Kita-Urawa • Urawa • Minami-Urawa • Warabi • Nishi-Kawaguchi • Kawaguchi • Akabane • Higashi-Jūjō • Ōji • Kami-Nakazato • Tabata • Nishi-Nippori • Nippori • Uguisudani • Ueno • Okachimachi • Akihabara • Kanda • Tokyo • Yūrakuchō • Shimbashi • Hamamatsuchō • Tamachi • Takanawa Gateway • Shinagawa • Ōimachi • Ōmori • Kamata • Kawasaki • Tsurumi • Shin-Koyasu • Higashi-Kanagawa • Yokohama • Sakuragichō • Kannai • Ishikawachō • Yamate • Negishi • Isogo • Shin-Sugita • Yōkōdai • Kōnandai • Hongōdai • Ōfuna |

## Geschichte
Das Eisenbahnministerium eröffnete den Bahnhof am 1. November 1943 an der seit 1914 bestehenden Keihin-Tōhoku-Linie. Er diente damals vor allem dem Pendlerverkehr zu kriegswichtigen Industriebetrieben und Hafenanlagen in der Umgebung; Güterverkehr fand hier nicht statt. Die technischen Anlagen stammten zum Teil aus dem Bahnhof Manseibashi in Tokio, der am selben Tag stillgelegt worden war. Zwischen den Bahnhöfen Tsurumi und Shin-Koyasu ereignete sich am 9. November 1963 eines der schwersten Eisenbahnunglücke Japans. Drei entgleiste Wagen eines Güterwagens stießen mit einem Nahverkehrszug zusammen, worauf dieser in einen weiteren Nahverkehrszug prallte. Dabei kamen 162 Menschen ums Leben, während 120 weitere verletzt wurden. Im Rahmen der Verstaatlichung der Japanischen Staatsbahn ging der Bahnhof am 1. April 1987 in den Besitz der neuen Gesellschaft JR East zurück. Seit dem 1. März 2006 ist er nicht mehr mit Personal besetzt.